# The One I Love
«The One I Love» és el desè senzill de la banda estatunidenca R.E.M., el primer del cinquè àlbum d'estudi de la banda, Document. Es va publicar el 24 d'agost de 1987 dins el segell I.R.S. Records. Posteriorment, va ser inclosa en la compilació R.E.M. Live (2007).
La cançó va esdevenir el primer èxit de la banda, arribant a ocupar el novè lloc de la llista estatunidenca de senzills. Va esdevenir popular a les ràdios perquè s'interpretava com una cançó d'amor i molta gent la dedicava a les seves parelles, però realment tenia un significat força violent perquè tractava sobre usar la gent una vegada i una altra, segons va explicar Michael Stipe en una entrevista.
El videoclip va ser dirigit per l'artista Robert Longo i va comptar amb la direcció de fotografia d'Alton Brown.
L'empresa Activision va incloure la cançó en la banda sonora dels seus videojocs musicals Guitar Hero World Tour (2008), Guitar Hero On Tour: Decades (2008) i Guitar Hero Live (2015); i Harmonix ho va fer al Rock Band 4 (2015).

## Llista de cançons
Totes les cançons foren escrites i compostes per Bill Berry, Peter Buck, Mike Mills, i Michael Stipe. 
| Núm.          | Títol                        | Durada |
| ------------- | ---------------------------- | ------ |
| 1.            | «The One I Love»             | 3:16   |
| 2.            | «Maps and Legends» (directe) | 3:15   |
| Durada total: | Durada total:                | 6:31   |

| 1.            | «The One I Love»             | 3:16  |
| 2.            | «The One I Love» (directe)   | 4:06  |
| 3.            | «Maps and Legends» (directe) | 3:15  |
| Durada total: | Durada total:                | 10:37 |

| 1.            | «The One I Love»                 | 3:16 |
| 2.            | «Last Date» (Floyd Cramer)       | 2:16 |
| 3.            | «Disturbance at the Heron House» | 3:26 |
| Durada total: | Durada total:                    | 8:58 |

| 1.            | «The One I Love»                 | 3:16 |
| 2.            | «Last Date» (Floyd Cramer)       | 2:16 |
| 3.            | «Disturbance at the Heron House» | 3:26 |
| Durada total: | Durada total:                    | 8:58 |

| 1.            | «The One I Love»   | 3:16 |
| 2.            | «Fall on Me»       | 2:50 |
| 3.            | «So. Central Rain» | 3:14 |
| Durada total: | Durada total:      | 9:20 |

| 1.            | «The One I Love»              | 3:16  |
| 2.            | «This One Goes Out» (directe) | 4:01  |
| 3.            | «Maps and Legends» (directe)  | 3:13  |
| Durada total: | Durada total:                 | 10:30 |

| 1.            | «The One I Love»                           | 3:16  |
| 2.            | «Driver Eight» (directe)                   | 3:27  |
| 3.            | «Disturbance at the Heron House» (directe) | 3:40  |
| 4.            | «Crazy»                                    | 3:02  |
| Durada total: | Durada total:                              | 13:24 |